# Álamo (Veracruz)
Álamo es una ciudad mexicana situada en el estado de Veracruz, cabecera del municipio de Álamo Temapache. Su principal actividad económica es la producción de naranja.

## Historia
Álamo se encuentra ubicado en el norte del estado de Veracruz, territorio fundado por indígenas huastecos y conquistado por el Imperio Mexica. 
Álamo perteneció al estado de Puebla, le fue concedida la segregación, mediante decreto del primero de diciembre de 1853 por acuerdo de Antonio López de Santa Ana, benemérito de la patria, general de división, gran maestro de la nación y distinguida orden de Guadalupe caballero gran cruz de la real y distinguida orden Española de Carlos III y presidente de la república.
Álamo se formó por el año de 1906, dentro de los linderos de la hacienda Xicuaque, sobre el margen derecho del río Pantepec fue teatro de duras batallas durante la revolución mexicana, sobre todo en la última etapa en la que el general Manuel Peláez trasformó las compañías petroleras y dominó completamente la huasteca tanto los pelaecistas como los soldados del gobierno entraban y salían de Álamo, los generales Morán y Palma atacaron a esta población, pero aproximadamente 18 hombres hicieron frente teniendo su forma en el terreno que actualmente ocupa el colegio Progreso, esta luchó duró desde las seis de la mañana hasta las cinco de la tarde, causando varias bajas en las filas federales. 
Se constituyó como cabecera municipal en 1926 al traer los poderes el señor Guillermo Vélez, primer presidente municipal constitucional. Finalmente, familias de ascendencia árabe como los Bisteni, Assad, Faisal y Monroy, instauraron las primeras tiendas de muebles y ropa en la región centro del actual Álamo, así como la primera botica propiedad de Jorge Bisteni.
El 3 de febrero de 1956, el Excmo. Sr. Luis Cabrera Cruz segundo Obispo de Papantla fundó en esta ciudad el colegio Progreso, quedando como directora la R. M. Leticia Rosales y como auxiliares las M. M. Auxilio Contreras y Delfina Vega.
Fue elevado a nivel de ciudad el 1 de enero de 1974 por el gobernador de Veracruz, Rafael Murillo Vidal, a través del Decreto N.º 193 en virtud del progreso alcanzado en los órdenes económicos y democráticos por el pueblo de Álamo.
Elevada al rango de parroquia por el excelentísimo Sr. Dr. Ignacio Lehonor Arroyo, primer obispo de Tuxpan, el tres de septiembre de 1974 y promulgando el decreto el 15 de septiembre del mismo año: con la autoridad ordinaria que corresponde al obispo declaró erigida la Parroquia de la Bienaventurada Virgen María de los Dolores conforme a los colones 1427-1428 y nombró un pastor propio que como cura párroco sería un servidor apostólico de los habitantes de estas poblaciones.
El nombre de Álamo deriva de la gran cantidad de árboles de esa especie que existe en los márgenes del río Pantepec.
El decreto del 10 de octubre de 1878 ordenó se denominara heroico Temapache de Gutiérrez Zamora.
En el año de 1912, según fuentes fidedignas, se inicia la perforación del Pozo Álamo n.º 1, exactamente el día 15 de marzo. El que por cierto brota el 26 de mayo de 1913.
En el año de 1926 Álamo se constituyó como villa y en 1927 fue elevada a la condición de cabecera municipal gracias a la decidida intervención de don Guillermo Vélez, quien encabezó esta gesta histórica y que se convirtió en el primer presidente municipal constitucional de Álamo Temapache.
Doce días después de haber decretado la Expropiación Petrolera, el general Lázaro Cárdenas del Río visita la región petrolera de Álamo, donde es recibido con gran júbilo por el pueblo alamense.

## Geografía
La ciudad de Álamo se localiza en el sureste del municipio de Álamo Temapache, en el norte de Veracruz. Se encuentra a una altura media de 23 m s. n. m. y cubre un área de 6.57 km².

### Clima
El tipo de clima predominante en la ciudad de Álamo es el cálido subhúmedo. Tiene una temperatura media anual de 25.1 °C y una precipitación media anual de 1116.2 mm.
| Parámetros climáticos promedio de Álamo  | Parámetros climáticos promedio de Álamo | Parámetros climáticos promedio de Álamo | Parámetros climáticos promedio de Álamo | Parámetros climáticos promedio de Álamo | Parámetros climáticos promedio de Álamo | Parámetros climáticos promedio de Álamo | Parámetros climáticos promedio de Álamo | Parámetros climáticos promedio de Álamo | Parámetros climáticos promedio de Álamo | Parámetros climáticos promedio de Álamo | Parámetros climáticos promedio de Álamo | Parámetros climáticos promedio de Álamo | Parámetros climáticos promedio de Álamo |
| Mes                                      | Ene.                                    | Feb.                                    | Mar.                                    | Abr.                                    | May.                                    | Jun.                                    | Jul.                                    | Ago.                                    | Sep.                                    | Oct.                                    | Nov.                                    | Dic.                                    | Anual                                   |
| ---------------------------------------- | --------------------------------------- | --------------------------------------- | --------------------------------------- | --------------------------------------- | --------------------------------------- | --------------------------------------- | --------------------------------------- | --------------------------------------- | --------------------------------------- | --------------------------------------- | --------------------------------------- | --------------------------------------- | --------------------------------------- |
| Temp. máx. abs. (°C)                     | 39.0                                    | 36.0                                    | 40.0                                    | 46.0                                    | 46.0                                    | 48.0                                    | 43.0                                    | 42.0                                    | 38.5                                    | 39.0                                    | 38.0                                    | 37.0                                    | 48.0                                    |
| Temp. máx. media (°C)                    | 26.1                                    | 27.0                                    | 29.6                                    | 32.4                                    | 34.6                                    | 34.4                                    | 33.5                                    | 33.6                                    | 32.5                                    | 31.1                                    | 28.8                                    | 26.4                                    | 30.8                                    |
| Temp. media (°C)                         | 20.7                                    | 21.5                                    | 23.7                                    | 26.2                                    | 28.1                                    | 28.4                                    | 27.8                                    | 27.8                                    | 27.1                                    | 25.5                                    | 23.3                                    | 21.2                                    | 25.1                                    |
| Temp. mín. media (°C)                    | 15.1                                    | 15.9                                    | 17.7                                    | 19.9                                    | 21.7                                    | 22.4                                    | 22.1                                    | 22.1                                    | 21.7                                    | 19.9                                    | 17.9                                    | 16.0                                    | 19.4                                    |
| Temp. mín. abs. (°C)                     | 3.0                                     | 5.0                                     | 6.5                                     | 7.5                                     | 11.0                                    | 15.0                                    | 4.0                                     | 15.0                                    | 12.0                                    | 9.0                                     | 9.0                                     | 0.0                                     | 0.0                                     |
| Precipitación total (mm)                 | 34.2                                    | 35.9                                    | 28.2                                    | 41.5                                    | 60.7                                    | 155.5                                   | 152.2                                   | 168.1                                   | 233.8                                   | 122.3                                   | 54.1                                    | 29.7                                    | 1116.2                                  |
| Días de precipitaciones (≥ 1 mm)         | 6.2                                     | 5.2                                     | 4.3                                     | 3.9                                     | 4.6                                     | 9.1                                     | 10.3                                    | 10.2                                    | 11.9                                    | 8.0                                     | 6.6                                     | 4.9                                     | 85.2                                    |
| Fuente: Servicio Meteorológico Nacional. |                                         |                                         |                                         |                                         |                                         |                                         |                                         |                                         |                                         |                                         |                                         |                                         |                                         |

## Demografía
De acuerdo con el censo realizado en 2020 por el Instituto Nacional de Estadística y Geografía (INEGI), en Álamo había un total de 26 236 habitantes, de los que 13 620 eran mujeres y 12 616, hombres.
En dicho censo se registraron 8959 viviendas, de las que 7525 se encontraban habitadas; cuya cantidad promedio de ocupantes por vivienda era de 3.48 personas.
| Gráfica de evolución demográfica de Álamo entre 1930 y 2020 |
|                                                             |
| Fuente: Instituto Nacional de Estadística y Geografía.      |

## Comunicación
La ciudad recibe publicaciones periodísticas, señales de estaciones de la radio, tanto AM, como FM. La ciudad cuenta con el servicio de televisión Veracruz Multimedios, que transmite su señal simultánea (por cable en el canal 12 y por internet). Tiene servicio de teléfono.

## Atractivos
En Álamo se encuentra la iglesia  de Santiago Apóstol, que data del siglo XVI. También se encuentran numerosos monumentos a Miguel Hidalgo, Benito Juárez, Venustiano Carranza, Salvador Díaz Mirón, Lázaro Cárdenas, el monumento a la Madre y Emiliano Zapata. También cuenta con atractivos turísticos como son la Hacienda de la Noria, Las Cascadas del Salto, 5 Poblados, El Puente Colgante de la Congregación de Limonar, Playas que se congregan en las orillas del río Pantepec.
También se encuentra el monumento "La joven gobernante de Amajac" en el ejido Hidalgo Amajac.

## Gastronomía
Tiene como platillo regional el "Zacahuil" que es propio de la Huasteca, hecho de masa, chile, carne de cerdo o pollo envuelto en una cama hoja de plátano y cocido en horno de barro.
El también muy reconocido "platillo huasteco" que está conformado por longaniza, cecina, jamón, tocino y plátano frito acompañado de frijoles y salsa verde o roja. 
Gran diversidad de tamales elaborados en hoja de plátano, al igual que los "piques" hechos de masa con manteca, frijol, sal y picante molido son parte de los festejos tradicionales.
"Caldo de acamaya", el "huatape", las "enchiladas de baile" así como la exquisita "barbacoa de res" son muestra de la rica gastronomía del municipio. 

## Fiestas y tradiciones

### Carnaval
Las fiestas carnestolendas en la ciudad de Álamo se celebran desde hace más de cincuenta años, sin que se pueda precisar su fecha de inicio, empieza como ya es tradicional cuarenta días antes de la Cuaresma y se concluye antes del miércoles de ceniza. Antiguamente solo se invitaba a disfrazarse durante la temporada del carnaval.
Los danzantes suelen agrupar a 20 o más personas, y muchos no llevaban una coordinación de pasos o coreografía, otros sin embargo preparaban cuidadosamente los detalles, tanto en vestuario como en coreografía; estos reciben el nombre de malinches por los habitantes de la ciudad.
Actualmente se busca recuperar las raíces ancestrales de esta festividad, invitando a participar a la “viejada” con sus máscaras tradicionales de madera, así como la exposición de estas, la música de banda.

### Carrera del Colotero
La carrera del Colotero generalmente se programa para el penúltimo día de la Feria de la Naranja, la cual se realiza en el mes de abril; por lo que tradicionalmente esta prueba de resistencia se da en día sábado, en horario vespertino, comúnmente después de las 17 horas. La carrera consiste en cargar un canasto cargado de naranjas a la espalda que es sostenido por un mecapal de la parte frontal de la cabeza; el tenate es agarrado por ambas manos de los bordes superiores, lo que hace aún de por sí más extenuante la carrera, pues no existe manera de compensar la presión que produce el peso del colote, con la velocidad del cuerpo como generalmente ocurre en una carrera atlética o en una caminata, en donde debido a los movimientos de las manos y de cadera, permiten al atleta manejar el ritmo, ahorrar energías y balancear el cuerpo. En esta carrera no se tiene esa oportunidad, porque el soltar el canasto originaría que este cayera, tirando las naranjas, lo que provocaría una descalificación en automático. Así, la carrera es rígida, extenuante y además de resistencia, porque se tiene que cargar un promedio de 70 kilogramos a la espalda, en un recorrido que varía según la convocatoria.
Originalmente esta prueba se iniciaba pasando el Puente de Nuevo Jardín y se corría por la antigua carretera Álamo-Tihuatlán, hasta los terrenos donde se ubicara la feria de la naranja, lo que significaba trasladar a la espalda un colote con 100 kilos de naranjas por 4 kilómetros. Actualmente la carrera parte del Monumento al Colotero por lo que la distancia se ha acortado, y el peso del colote también, pero el tramo resulta superior al kilómetro y medio, lo que es todo un reto y requiere de una condición especial, que solo los trabajadores del corte de naranja tienen.

### Fiesta patronal en honor a la virgen de Nuestra Señora de Dolores
Los días 13, 14 y 15 de septiembre se conmemora la fiesta patronal en honor a la virgen de nuestra Señora de los Dolores donde se realizan danzas típicas de la región, eventos religiosos y culturales, amenizados por las tradicionales jaranas y violines, instrumentos musicales típicos de la música huasteca.
Que cabe mencionar que la parroquia de la ciudad de álamo lleva este mismo nombre.

### Día de Muertos
El Día de Muertos es una de las más importantes tradiciones de Álamo, es una fecha que se guarda con respeto por la mayoría de sus habitantes, su celebración es una verdadera fiesta de color, en donde los hogares se preparan para la celebración; los altares con la modestia en la economía de la mayoría de las familias alamenses, se siguen elaborando con amor y alegría, y la gastronomía es inmensamente rica; los tamales y el chocolate son el platillo más popular de esa fecha, pero además, se mantienen vigentes costumbres como el tamalote, que es un tamal con un pollo entero que generalmente el ahijado ofrenda a sus padrinos y donde también se sigue el ritual de prender la vela y el de sahumar ante el altar, el padrino regresa el obsequio con otra bendición en efectivo a su hijo de fe, con ese misticismo de convivir y compartir nuestro pan, en recuerdo de los muertos.
Incluso los alimentos se reparten y comparten con generosidad, sin importar la modestia del hogar y según el día de los difuntos, los sin chile y dulces cuando los angelitos nos visitan, los con chile rojo cuando los adultos están aquí. Atole, pan casero, dulces de coco, de papaya; yuca y calabaza con piloncillo. Se recuerdan los rezos de los abuelos y se revisa de nueva cuenta la genealogía, de los que están y de los que ya partieron. En muchos hogares se matan cerdos y se convive por igual entre ricos y pobres, como un cumplido, ya que en la muerte no hay distinciones.

### Día del Niño Perdido
El día 7 de diciembre se celebra, en la ciudad de Álamo, el día del niño perdido, una tradición evidentemente religiosa cuyos orígenes se remontan a la presencia de los primeros evangelizadores de las Nuevas Indias, la cual ha perdurado hasta nuestros días y que, según algunos estudiosos, es eminentemente huasteca, no obstante que en algunos otros lugares se acostumbra poner velitas en ese día. Se ha indicado que esta tradición nace en Tuxpan, pero conforme a lo indicado por el libro de don Ernesto Franco Cobos, (Tuxpan Ilumina al Mundo) la tradición se dio simultáneamente en varios lugares: 
“Al parecer, el encendido de las velitas se dio simultáneamente en esta región, gracias a las orientaciones que proporcionaban los clérigos de la villa de Tuxpan, Temapache, Álamo, Papantla, Tamiahua, Amatlán y otros lugares circunvecinos”.
La tradición se basa en un pasaje bíblico tomado del evangelio de Lucas capítulo 2 versículo 41 al 42, que indica que cuando Jesús tenía 12 años viajaron a Jerusalén, a las fiestas de Pascuas y que al acabar la fiesta se quedó sin que ellos lo supieran, y pensando que estaba en la compañía, anduvieron un día de camino, y lo buscaron entre los parientes y como no lo encontraron volvieron a Jerusalén, en donde lo encontraron tres días después en el templo; sentado entre los doctores de la ley, a donde les hablaba y preguntaba y estos se maravillaban de su inteligencia y de sus respuestas. 
Este pasaje de la tradición Católica es el sustento de esta costumbre de encender velitas, que en Álamo se practica año con año, de manera muy especial; es una actividad donde los pobladores participan muy entusiastamente y que se ha consolidado como una verdadera tradición por el significado religioso y el simbolismo de la luz, lo que lo mantendrá vigente hacia las futuras generaciones.

### Tianguis Dominical
Álamo es pueblo rico en tradiciones; además de las ya presentadas; en esta ciudad existen una serie de costumbres, como lo es, nuestro mercado tradicional, conocido como “el Tianguis”; del cual se desconoce la fecha de inicio, pero que dada la enorme riqueza ancestral y la forma de comercio de este mercado popular, su raíz resulta auténticamente indígena; pues basta con recordar que precisamente en Tziuhcoac, los tianguis tardaban hasta veinte días y que debido a la gran cantidad de productos que en ese lugar se comercializaban, los aztecas lo conquistaron y sometieron al pago de tributos, en la época de rey Moctezuma Ilhuicamina. 
De ahí, la costumbre tan Huasteca de este tipo de mercado, donde en Álamo por las dimensiones de la plaza cobra especial importancia, pues se trata de la más grande del norte de Veracruz. El tianguis es una herencia cultural y se ha vuelto una costumbre muy propia de la localidad, en donde se surte la población de una gran cantidad de mercancías manufacturadas, pero también se ofrece una diversidad de productos típicos como el zacahuil, los pemoles, alfajores, yuca en piloncillo, pan casero, carne enchilada, etcétera, en fin; toda una gama de mercaderías que antes de la llegada de los españoles ya se comercializaban. Como parte de este comercio, una costumbre de los Alamenses es comer zacahuil todos los domingos en la compra de “comisaria”, a lo que podemos agregar otros usos propios como nuestra gastronomía, a manera de guisa, los tamales, el pan y el chocolate en todo santos y la rosca el 6 de enero.

## Presidentes municipales
| Nombre                                                                  | Periodo       |
| ----------------------------------------------------------------------- | ------------- |
| Guillermo Vélez Castillo                                                | 1925-1927     |
| Félix F.Austria                                                         | 1927-1929     |
| Ignacio Ortiz, Eduardo F. Garrido, Gabino González, Andrés A. Arredondo | 1929-1931     |
| Faustino Carrasco y Donato Cruz M.                                      | 1931-1933     |
| Nicanor González y Tomás Ramírez                                        | 1933-1935     |
| Dimas Aguirre Herver                                                    | 1935-1937     |
| Raymundo Martínez G.                                                    | 1937-1939     |
| Luis Vargas Y Faustino Durán                                            | 1939-1941     |
| Amado E. Segura, Celso Martínez y Manuel Martínez B.                    | 1941-1943     |
| Ángel Lazo de la Vega                                                   | 1943-1946     |
| Amando Pérez Gómez                                                      | 1946-1949     |
| Ángel Lazo de la Vega                                                   | 1949-1952     |
| Librado Martínez Cuervo                                                 | 1952-1955     |
| Amando Pérez Gómez                                                      | 1955-1958     |
| Evaristo García Reynaud                                                 | 1958-1961     |
| Pánfilo García Romero                                                   | 1961-1964     |
| Aurelio Céspedes V. y Martín Faisal B.                                  | 1964-1967     |
| Alfredo Ruiseñor Rocha                                                  | 1967-1970     |
| Ricardo Llama Hickman                                                   | 1970-1973     |
| Paulino Vázquez Monroy                                                  | 1973-1976     |
| Félix Estrada García                                                    | 1976-1979     |
| Raúl Luna Núñez                                                         | 1979-1982     |
| Paulino Vázquez Monroy                                                  | 1982-1985     |
| Antonio Bustillos Cárcamo                                               | 1985-1988     |
| Jorge Chao Mercado                                                      | 1988-1991     |
| Álvaro Carballo Cuervo                                                  | 1991-1994     |
| Balfrén González Montalvo                                               | 1994-1997     |
| José Luis Faisal Serrano                                                | 1998-2000     |
| Juan Bustillos Montalvo, Régulo Carballo Cuervo                         | 2001-2004     |
| Jorge Vera Hernández                                                    | 2005-2007     |
| Blanca E. Batalla Hervert                                               | 2008-2009     |
| Arturo Ortiz Carballo                                                   | 2010          |
| Jorge Vera Hernández                                                    | 2012-2013     |
| Ricardo Serna Barajas                                                   | 2014-2017     |
| Jorge Vera Hernández                                                    | 2018-2021     |
| Blanca Lilia Arrieta Pardo                                              | 2021-presente |